# Bù Jiàng
Bù Jiàng fue el 11.º rey de la dinastía Xia de China, posiblemente gobernó 59 años. Su padre fue el rey Xiè. Según los Anales de Bambú, durante el 6.º año de régimen de Bù Jiàng, luchó con Jiuyuan. En el 35º año de su régimen, su estado vasallo Shang derrotó a Pi.
En el 59.º año de su régimen pasó su trono a su hermano menor Jiōng. Falleció 10 años más tarde.
Bù Jiàng es extensamente considerado como uno de los reyes más sabios de esa dinastía.